# U-243
| U-243                          | U-243                                                          | U-243                                                          |
| ------------------------------ | -------------------------------------------------------------- | -------------------------------------------------------------- |
|                                |                                                                |                                                                |
|                                |                                                                |                                                                |
| U-243 під атакою «Сандерленда» |                                                                |                                                                |
| Під прапором                   | Третій рейх                                                    | Третій рейх                                                    |
| Спуск на воду                  | 2 вересня 1943 року                                            | 2 вересня 1943 року                                            |
| Виведений зі складу флоту      | 8 липня 1944 року                                              | 8 липня 1944 року                                              |
| Сучасний статус                | затоплений                                                     | затоплений                                                     |
| Проєкт                         |                                                                |                                                                |
| Тип ПЧ                         | Торпедний ДПЧ                                                  | Торпедний ДПЧ                                                  |
| Основні характеристики         |                                                                |                                                                |
| Швидкість (надводна)           | 17,7 вузла                                                     | 17,7 вузла                                                     |
| Швидкість (підводна)           | 7,6 вузла                                                      | 7,6 вузла                                                      |
| Робоча глибина занурення       | 100 м                                                          | 100 м                                                          |
| Гранична глибина занурення     | 220 м                                                          | 220 м                                                          |
| Екіпаж                         | 44 особи                                                       | 44 особи                                                       |
| Розміри                        |                                                                |                                                                |
| Довжина найбільша (по КВЛ)     | 67,1 м                                                         | 67,1 м                                                         |
| Ширина корпусу найб.           | 6,2 м                                                          | 6,2 м                                                          |
| Висота                         | 9,6 м                                                          | 9,6 м                                                          |
| Середня осадка (по КВЛ)        | 4,70 м                                                         | 4,70 м                                                         |
| Водотоннажність надводна       | 769 т                                                          | 769 т                                                          |
| Озброєння                      |                                                                |                                                                |
| Артилерія                      | одна палубна гармата калібру 88-мм, одна 20-мм зенітна гармата | одна палубна гармата калібру 88-мм, одна 20-мм зенітна гармата |
| Торпедно- мінне озброєння      | 4 носових і один кормовий ТА. 14 торпед або 26 мін             | 4 носових і один кормовий ТА. 14 торпед або 26 мін             |

U-243 — німецький підводний човен типу VIIC, часів  Другої світової війни.
Замовлення на будівництво човна було віддане 10 квітня 1941 року. Човен був закладений на верфі суднобудівної компанії «F. Krupp Germaniawerft AG» у місті Кіль 28 жовтня 1942 року під заводським номером 677, спущений на воду 2 вересня 1943 року, 2 жовтня 1943 року увійшов до складу 5-ї флотилії. Також за час служби входив до складу 1-ї флотилії. Єдиним командиром човна був капітан-лейтенант Ганс Мертенс.
Човен зробив 1 бойовий похід, у якому не потопив та не пошкодив жодного судна.
Потоплений 8 липня 1944 у Біскайській затоці західніше Сен-Назер (47°06′ пн. ш. 06°40′ зх. д. / 47.100° пн. ш. 6.667° зх. д.) глибинними бомбами австралійського «Сандерленда». 11 членів екіпажу загинули, 38 врятовано.